# Rokin 111
Rokin 111 te Amsterdam is een relatief groot kantoorgebouw aan het Rokin in Amsterdam-Centrum. Het gebouw werd op 11 december 2001 opgenomen in de monumentenregister van rijksmonumenten. Alle gebouwen tussen Rokin 95 en 199 zijn ofwel rijksmonument ofwel gemeentelijk monument.

## Historie
Hier stonden tot circa 1919 grachtenhuizen en/of pakhuizen, want het Rokin was hier ter plaatse nog open water, dat in verbinding stond met de Amstel. Veel scheepsverkeer was er echter niet meer, want de Doelenbrug en de Langebrug waren uitgevoerd als stadsbruggen met een vast middendeel. George Hendrik Breitner legde die situatie nog vast. De "Internationale Tabaksplantmaatschappij NV" liet hier met toen nog hoofdadres Nes 124-128 een nieuw kantoorgebouw neerzetten onder ontwerp van de in Amsterdam vrijwel onbekende architect Jacob London. Ingebouwd werd een zogenaamde monsterzaal (testen van tabaksplanten) en conciërgewoning. De bouw nam enkele jaren in beslag; de betonnen vloeren deden hun intrede en die moesten steeds aangepast worden. Boven in de gevel is als gevelbeeld een ton te zien met tabaksplanten, verwijzend naar de opdrachtgever. De maatschappij overleefde de bouw echter niet; ze ging in 1922 failliet, al maakte ze in de jaren voor het faillissement nog stevige winst.

## Architectuur
Het gebouw kreeg aan het Rokin zes bouwlagen (kelder/souterrain, begane grond en vier etages), Nes kreeg twee bouwlagen op de kelder. Alles is geplaatst onder platte daken (handelsmerk van London). Het gebouw oogt sterks symmetrisch al is de toegangsdeur niet centraal geplaatst. Opvallend is dat aan de voorgevel aan het Rokin geen baksteen te vinden is. Het geheel is opgetrokken uit blokken natuursteen, veelal vierkant en rechthoekig, maar nabij de toegangsdeur in de vorm van zuilen afgerond. In de plint zijn openingen voor de kelder/souterrain te vinden. Op de plint zijn bewerkte natuurstenen elementen (driehoekige vorm) te zien. Boven de toegangsdeur is een venster beschermd door smeedijzeren hekwerken die lijken op soortgelijke hekwerken in de Amsterdamse School; het monumentenregister meldt de stijl: Americanisme. Na de lijst tussen begane grond en eerste verdieping rijzen zes gecanneleerde zuilen/kolommen op waartussen zich verdiept aangebracht de raamgangen bevinden. Ter hoogte van de verdiepingsvloeren wordt de vlakke gevel onderbroken door rechthoekige versieringen in twee dieptes uitgevoerd. De zuilen/kolommen ter hoogte van de laatste ramenrij zijn voorzien van versierde opzetstukken. Vervolgens komt de dijklijst en bekroning met aan de onderzijde uitgespaarde blokjes en getrapte geveldelen. In het midden dan de ton. Het geheel wordt afgesloten door middel van twee kronen. 
Aan de zijde van de Nes is juist bijna alleen maar baksteen en glas te zien. De verticale geledingen uit de voorgevel zijn hier terug te vinden. De bakstenen gevel wordt afgesloten door een natuursteen daklijst waarin dezelfde uitsparingen zijn te vinden als in de voorgevel. Ook in deze gevel is nauwe symmetrie toegepast.

## Na oplevering
Het gebouw werd al voor de oplevering te koop aangeboden op veilingen. Al snel werd het gebouw, ondanks dat het gebouw werd aangeprezen als kantoor, wellicht geliefd bij tabaksbedrijven, in gebruik genomen door Confectiefabriek Roma, die in die tijd naaisters nodig had.
Eigenaar werd de "Maatschappij tot Exploitatie van het Gebouw De Tabaksplant". In 1925 trok de "Vereenigde Societeit Groot Amsterdam" in de onderste helft van het gebouw. Er moest flink verbouwd worden onder leiding van J.F. Bieling en F. Mastenbroek. De sociëteit, opgericht door wethouder Alfred Weiss was geen lang leven beschoren; er werd eind 1928 geliquideerd en het interieur werd in maart 1929 geveild.
Daarna trok het een na het andere bedrijf in en uit het gebouw. 

## Fotogalerij

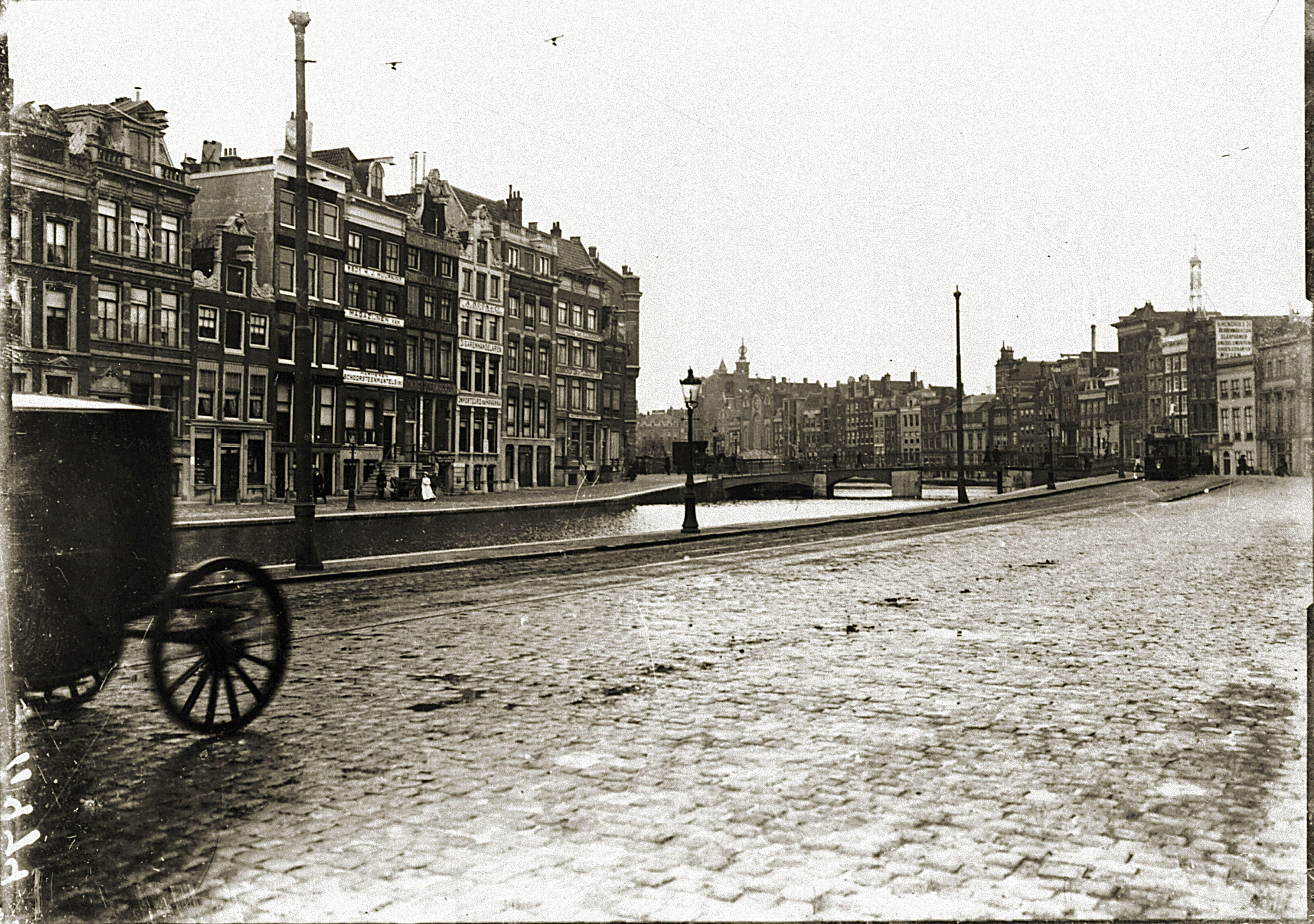
Gevelwand Rokin met links van het witte gebouw Rokin 109-111 (circa 1907)
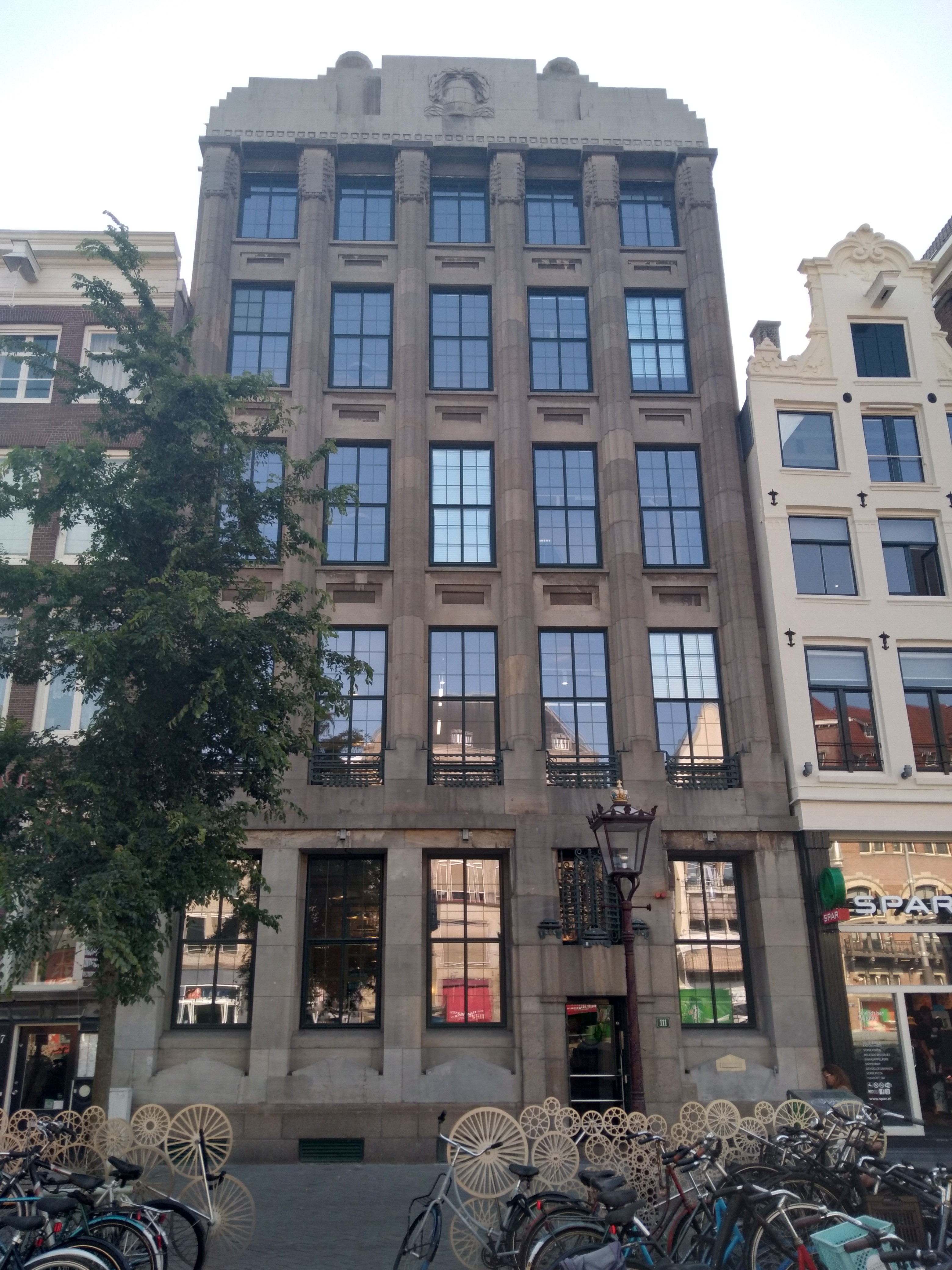
Rokin 111 in 2021
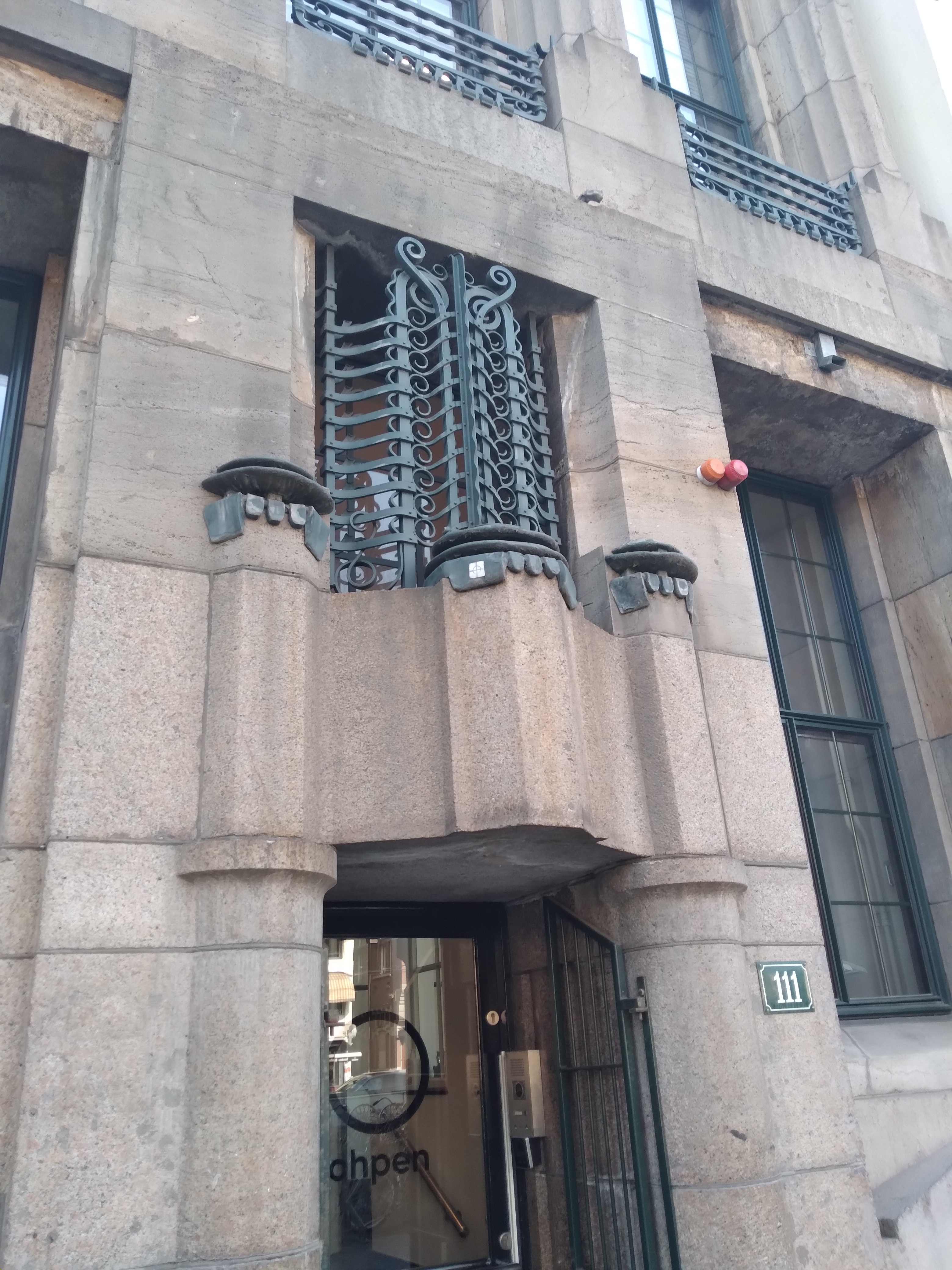
Toegangsdeur met huisnummer.